# Клоц, Христиан Адольф
Христиан Адольф Клоц (нем. Christian Adolph Klotz, 1738—1771) — немецкий филолог-классик.

## Биография
Христиан Адольф Клоц родился 13 ноября 1738 года в городе Бишофсверда в семье священнослужителя.
С 1758 по 1760 год он учился в Лейпцигском университете затем продолжил образование в университете Йены. В студенческие годы он уже публиковал свои первые филологические работы; являлся литературным противником Лессинга и Гердера.

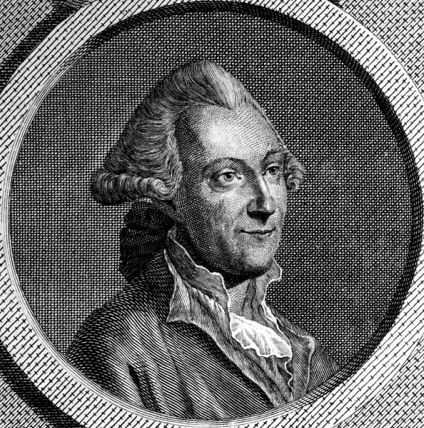
Христиан Адольф Клоц
(худ. Сток, Иоханн Михаэль)

Получив необходимое профильное образование Христиан Адольф Клоц занял место профессора в Гёттингенском университете. Среди его известных учеников Иоганн-Георг Мейзель.
Автор латинских стихотворений «Carminum liber unus» (1759), «Elegiae» (1762) и др. Его прозаические сатиры обратили на себя внимание, особенно его «Mores eruditorum» — подражание сатирам Рабенера, «Genius seculi», «Ridicula literaria» (1762).
Из-за издания «Anthologia latina» в 1759 году у него завязалась полемика с Бурманном; книге Бурманна «Anti-Klotzius» Клоц противопоставил свои «Anti-Burmannus» и «Funus Petri Burmanni secundi».
В 1763 году Христиан Адольф Клоц издал «Libellus de verecundia Virgilii», в 1764 году вышли в свет его труды поз заглавиями «Auctarium jurisprudentiae numismaticaeque» и «Vindiciae Horatii».
Попытка его перейти на почву истории искусства в брошюре: «Ueber den Nutzen etc. der geschnittenen Steine» (1768) вызвала полемику с Лессингом; примерно в то же время на него обрушился с критикой и Гердер, в «Kritische Wäldchen». В начале 1760-х годов у Клоца было много сторонников и учеников, ставивших его очень высоко; но его положение сильно пошатнулось нападками Лессинга, называвшего его «жалким компилятором и не признававшего его ученых заслуг».
Перу Клоца принадлежит также издание истории Саксона Грамматика (1771) и сборники: «Carmina», «Opuscula varii argumenti» (1766), «Opuscula nummaria» (1771), «Opuscula philologica et oratoria» (1772).
Христиан Адольф Клоц умер 31 декабря 1771 года в городе Галле.